# Liste des musées de Picardie

Les armoiries de la Picardie se blasonnent ainsi :
« écartelé, au premier et au quatrième: d'azur à trois fleurs de lys d'or ; au second et au troisième: d'argent à trois lionceaux de gueules. »

La liste des musées de Picardie recense les musées des trois départements de l'Aisne, de l'Oise et de la Somme.

## La liste
La liste recense au total 81 musées : 31 dans l'Aisne, 25 dans l'Oise et 25 dans la Somme. La plupart de ces musées sont des établissements publics appartenant à l'Etat (deux dans l'Oise et un dans l'Aisne), au département (deux dans l'Oise, un dans l'Aisne), le plus grand nombre à des communes ou des intercommunalités. Deux, dans l'Oise, appartiennent à l'Institut de France. Quelques musées sont la propriété d'associations ou de personnes privées.

## Classement et label
Les musées peuvent être classés :
- Classé MH : Monument historique (France)
- Inscrit MH : Monument historique (France)
- Patrimoine mondial

ou / et labellisés :
- Musée de France
- Maisons des Illustres

ou ne bénéficier d'aucun classement, d'aucun label.

## Aisne
| Commune                   | Musée                                                   | création | Collections                                                                                    | Label                                               |
| ------------------------- | ------------------------------------------------------- | -------- | ---------------------------------------------------------------------------------------------- | --------------------------------------------------- |
| Alaincourt                | Musée la maison de Marie-Jeanne                         | 2008     | ethnographie                                                                                   |                                                     |
| Aubenton                  | Musée Jean-Mermoz                                       | 1986     | vie de Jean Mermoz                                                                             | Maisons des Illustres                               |
| Blérancourt               | Musée franco-américain du Château de Blérancourt        | 1924     | peinture et sculpture sur l'amitié franco-américaine, souvenirs de la Première Guerre mondiale | Classé MH · Musée de France                         |
| Bohain-en-Vermandois      | Maison familiale d'Henri Matisse                        | 2008     | textile, graineterie, reconstitution de l’atelier et de la chambre du peintre                  | Maisons des Illustres                               |
| Brissy-Hamegicourt        | Musée La forge de Désiré Dequin                         | 2002     | travail de la forge                                                                            |                                                     |
| Buironfosse               | Musée du Sabot                                          | 1986     | fabrication de sabots                                                                          |                                                     |
| Château-Thierry           | Musée Jean-de-La-Fontaine                               | 1876     | vie et œuvre de Jean de La Fontaine, peinture, sculpture...                                    | Classé MH · Musée de France · Maisons des Illustres |
| Chauny                    | Musée municipal                                         |          | archéologie, photographie, arts décoratifs                                                     | Musée de France                                     |
| Crépy                     | Musée automobile « Le garage de mon père »              | 2010     | automobile                                                                                     |                                                     |
| La Fère                   | Musée Jeanne-d'Aboville                                 | 1869     | peinture, archéologie                                                                          | Musée de France                                     |
| La Ferté-Milon            | Musée Jean Racine                                       | 1991     | vie et œuvre de Jean Racine                                                                    | Maisons des Illustres                               |
| La Ferté-Milon            | Musée régional du machinisme agricole                   | 1985     | machinisme agricole                                                                            |                                                     |
| Fresnoy-le-Grand          | Maison du Textile                                       |          | techniques de tissage Jacquard et Aubusson et de broderie                                      |                                                     |
| Guise                     | Familistère de Guise                                    | 2010     | histoire sociale                                                                               | Classé MH · Musée de France                         |
| Hirson                    | Musée Alfred-Desmasures                                 |          | histoire locale, archéologie                                                                   | Musée de France                                     |
| Laon                      | Musée d'Art et d'Archéologie de Laon                    | 1861     | peinture sculpture, archéologie                                                                | Musée de France                                     |
| Marle                     | Musée des Temps barbares                                | 1991     | archéologie, reconstitution                                                                    |                                                     |
| Neufchâtel-sur-Aisne      | musée Émile Driant                                      | 2008     | vie et œuvres d'Émile Driant                                                                   |                                                     |
| Origny-en-Thiérache       | Musée Monseigneur Pigneau de Behaine                    | 1914     | civilisation vietnamienne                                                                      | Musée de France                                     |
| Ribemont                  | Musée Condorcet                                         | 1994     | vie et œuvre de Nicolas de Condorcet                                                           | Inscrit MH · Maisons des Illustres                  |
| Saint-Michel-en-Thiérache | Musée de la vie rurale et forestière                    |          | ethnographie                                                                                   | Musée de France                                     |
| Saint-Quentin             | Musée Antoine-Lécuyer                                   | 1886     | pastels de Quentin de La Tour                                                                  | Musée de France                                     |
| Saint-Quentin             | Musée des Papillons                                     |          | papillons naturalisés                                                                          | Musée de France                                     |
| Saint-Quentin             | Musée de la Société académique de Saint-Quentin         |          | histoire locale                                                                                |                                                     |
| Saint-Quentin             | Musée Motobécane                                        |          | Histoire de la marque Motobécane                                                               |                                                     |
| Soissons                  | Musée de Soissons                                       | 1933     | archéologie, peinture                                                                          | Musée de France                                     |
| Tergnier                  | Musée de la résistance et de la déportation de Picardie | 1986     | Seconde Guerre mondiale                                                                        | Musée de France                                     |
| Vermand                   | Musée du Vermandois                                     |          | archéologie, uniformes militaires, vieux métiers                                               |                                                     |
| Vervins                   | Musée de la Thiérache                                   |          | archéologie, arts et tradition populaire, histoire locale                                      | Musée de France                                     |
| Villeneuve-sur-Fère       | Maison de Camille et Paul Claudel                       | 2018     | Vie et œuvres de Camille et Paul Claudel                                                       | Inscrit MH Maisons des Illustres                    |
| Villers-Cotterêts         | Musée Alexandre-Dumas                                   | 1905     | vie et œuvre du général Dumas, d'Alexandre Dumas et d'Alexandre Dumas (fils)                   | Musée de France                                     |
| Wassigny                  | Musée Louis Cornu                                       | fermé    | peintures et sculptures de Louis Cornu, minéraux                                               |                                                     |

## Oise
| Commune             | Musée                                                                   | Création   | Collections                                                                          | Label                        |
| ------------------- | ----------------------------------------------------------------------- | ---------- | ------------------------------------------------------------------------------------ | ---------------------------- |
| Auneuil             | Musée de la céramique architecturale d'Auneuil                          | 1885 fermé | carreaux en céramique incrustés                                                      | Classé MH · Musée de France  |
| Beauvais            | MUDO - Musée de l'Oise                                                  | 1912       | peinture, sculpture                                                                  | Classé MH · Musée de France  |
| Chantilly           | Musée Condé                                                             | 1898       | peinture, sculpture, mobilier, enluminures                                           | Classé MH · Musée de France  |
| Chantilly           | Musée du Cheval                                                         | 1982       | relation homme/cheval, art équestre                                                  | Classé MH                    |
| Chantilly           | Musée de la Dentelle                                                    | 1985       | techniques de production de dentelle, dentelle de Chantilly                          |                              |
| Chaumont-en-Vexin   | Musée Raymond-Pillon                                                    |            | paléontologie et archéologie                                                         | Musée de France              |
| Compiègne           | Château de Compiègne : Musée du Second Empire et Musée de l'Impératrice |            | peinture, sculpture, tapisserie, mobilier                                            | Classé MH · Musée de France  |
| Compiègne           | Château de Compiègne : Musée de la voiture et du tourisme               | 1927       | véhicules hippomobiles et automobiles                                                | Classé MH · Musée de France  |
| Compiègne           | Musée Antoine-Vivenel                                                   | 1833       | archéologie, peinture, sculpture, arts décoratifs                                    | Musée de France              |
| Compiègne           | Musée de la figurine historique                                         | 1948       | figurines représentant les armées à différentes époque                               | Musée de France              |
| Creil               | Musée Gallé-Juillet                                                     | 1929       | mobilier, vaisselle, jouets, livres, tableaux                                        | Classé MH · Musée de France  |
| Crépy-en-Valois     | Musée de l'archerie et du Valois                                        | 1939       | archerie et art sacré                                                                | Musée de France              |
| Fontaine-Chaalis    | Musée Jacquemart-André de l'abbaye de Chaalis                           | 1912       | mobilier, peinture, sculpture, souvenirs de Jean-Jacques Rousseau                    | Classé MH · Musée de France  |
| Hétomesnil          | Musée de la Vie agricole                                                |            | travail de l'agriculture                                                             |                              |
| Lachapelle-aux-Pots | Musée de la Poterie                                                     |            | tradition potière brayonne, poteries usuelles en grès et œuvres de céramistes locaux |                              |
| Longueil-Annel      | Cité des bateliers                                                      | 2000       | batellerie                                                                           |                              |
| Méru                | Musée de la Nacre et de la Tabletterie                                  | 1999       | industrie de la nacre et tabletterie                                                 | Inscrit MH · Musée de France |
| Noyon               | Musée du Noyonnais                                                      | 1948       | archéologie, histoire locale, peinture, sculpture                                    | Classé MH · Musée de France  |
| Noyon               | Musée Jean Calvin                                                       | 1930 ?     | histoire du protestantisme                                                           | Musée de France              |
| Senlis              | Musée d'art et d'archéologie de Senlis                                  | 1867       | archéologie, peinture, sculpture                                                     | Classé MH · Musée de France  |
| Senlis              | Musée de la vénerie de Senlis                                           | 1935       | chasse vénerie                                                                       | Musée de France              |
| Senlis              | Musée des Spahis de Senlis                                              | 1978       | uniformes militaires                                                                 |                              |
| Vendeuil-Caply      | Musée archéologique de l'Oise (Théâtre antique de Vendeuil-Caply)       | 2011       | archéologie                                                                          | Musée de France              |
| Verneuil-en-Halatte | Musée Serge-Ramond                                                      | 1987       | graffitis                                                                            |                              |
| Warluis             | Musée de l'aviation                                                     | 1995       | aviation et aviateurs de la Seconde Guerre mondiale                                  |                              |

## Somme
| Commune                 | Musée                                                                | Création   | Collections                                                                                               | Label                                                       |
| ----------------------- | -------------------------------------------------------------------- | ---------- | --- | ----------------------------------------------------------- |
| Abbeville               | Musée Boucher-de-Perthes                                             | 1833 1954  | archéologie, peinture, sculpture, faïence, zoologie                                                       | Patrimoine mondial (beffroi) · Inscrit MH · Musée de France |
| Albert                  | Musée Somme 1916                                                     | 1992       | Bataille de la Somme                                                                                      |                                                             |
| Albert                  | Musée de l’épopée de l'industrie et de l'aéronautique                | 1997       | avions et produits de l'industrie locale                                                                  |                                                             |
| Amiens                  | Maison de Jules Verne                                                | 1980       | vie et œuvre de Jules Verne                                                                               | Inscrit MH · Maisons des Illustres                          |
| Amiens                  | Musée de l'Hôtel de Berny                                            | 1966       | histoire régionale                                                                                        | Classé MH · Musée de France                                 |
| Amiens                  | Musée de Picardie                                                    | 1828 1869  | archéologie, peinture, sculpture                                                                          | Classé MH · Musée de France                                 |
| Beaucamps-le-Jeune      | Musée Sadi-Lecointe                                                  | 2017       | objets et documents sur l'aviateur Joseph Sadi-Lecointe                                                   |                                                             |
| Bray-sur-Somme          | Musée historique                                                     | 1995       | histoire locale, maquettes, Première Guerre mondiale                                                      |                                                             |
| Corbie                  | Musée de Corbie                                                      | 1980       | histoire de l'abbaye de Corbie, du siège de Corbie, d'Eugène Lefebvre et souvenirs de la Grande Guerre    |                                                             |
| Crécy-en-Ponthieu       | Musée EMHISARC                                                       | fermé 2019 | histoire de la Bataille de Crécy et souvenirs de la Seconde Guerre mondiale                               |                                                             |
| Doullens                | Musée Lombart                                                        | 1908       | peinture, sculpture, archéologie                                                                          | Inscrit MH · Musée de France                                |
| Friville-Escarbotin     | Musée des industries du Vimeu                                        | 1965       | serrurerie et robinetterie                                                                                |                                                             |
| Huppy                   | Musée Huppy autrefois                                                | 1984       | souvenirs du général de Gaulle, art sacré, marionnettes                                                   | Classé MH                                                   |
| Millencourt-en-Ponthieu | Musée privé « Au bon vieux temps »                                   |            | vieux outils                                                                                              |                                                             |
| La Neuville-lès-Bray    | Musée du Chemin de fer Froissy-Dompierre                             | 1996       | matériel ferroviaire                                                                                      | Classé MH (4 locomotives)                                   |
| Longueval               | Musée sud-africain (Mémorial national sud-africain du bois Delville) | 1986       | objets et documents commémorant l'engagement des troupes d'Afrique du Sud dans les conflits du XXe siècle | Inscrit MH                                                  |
| Oisemont                | Musée d'art local                                                    | 1976       | vie rurale d'autrefois                                                                                    |                                                             |
| Péronne                 | Historial de la Grande Guerre                                        | 1992       | histoire de la Première Guerre mondiale                                                                   | Classé MH (château) · Musée de France                       |
| Péronne                 | Musée Alfred-Danicourt                                               | 1877       | archéologie, numismatique, peinture                                                                       | Musée de France                                             |
| Rivery                  | Musée des hortillonnages                                             | 2015       | collection d'outils et de matériels maraîchers                                                            |                                                             |
| Rue                     | Musée des frères Caudron                                             | 1976       | histoire de l'aéronautique                                                                                |                                                             |
| Saint-Valery-sur-Somme  | Musée Picarvie                                                       | 1989       | arts et traditions populaires                                                                             |                                                             |
| Thiepval                | musée « 14-18 Batailles de la Somme »                                | 2016       | histoire de la Première Guerre mondiale                                                                   |                                                             |
| Villers-Bretonneux      | Musée franco-australien                                              | 1975       | Première Guerre mondiale                                                                                  |                                                             |
| Warloy-Baillon          | Musée Somme aviation 39-45                                           | 2005       | aviation de la période 1939-1945                                                                          |                                                             |